# Xylotrechus curtithorax
Xylotrechus curtithorax är en skalbaggsart som beskrevs av Maurice Pic 1922. Xylotrechus curtithorax ingår i släktet Xylotrechus och familjen långhorningar.
Artens utbredningsområde är Laos. Inga underarter finns listade i Catalogue of Life.